# Morris Plains
Morris Plains ist eine Siedlung (Borough) im Morris County in New Jersey in den Vereinigten Staaten. Das U.S. Census Bureau ermittelte bei der Volkszählung 2020 eine Einwohnerzahl von 6153.

## Wirtschaft
Honeywell International, eins der 50 größten börsennotierten Unternehmen der USA, hatte hier von 2015 bis 2019 seinen Konzernsitz.

### Verkehr
Morris Plains liegt an der Morristown-Bahnstrecke, auf der New Jersey Transit Personenverkehr nach Hoboken und zur New Yorker Pennsylvania Station anbietet. Von 1908 bis 1928 war der Ort ferner in das Straßenbahnnetz des Morris Countys eingebunden.

## Persönlichkeiten
- Homer Davenport (1867–1912), Cartoonist
- John Geils (1946–2017), Musiker
- Mark Walrod Harrington (1848–1926), Astronom
- Scott Lord (1820–1885), Politiker
- John Wolyniec (* 1977), Fußballspieler